# Vignory
Vignory es una comuna francesa situada en el departamento de Alto Marne, en la región de Gran Este.

## Demografía
| 480 | 445 | 437 | 385 | 335 | 307 | 224 |
| Para los censos de 1962 a 1999 la población legal corresponde a la población sin duplicidades (Fuente: INSEE [Consultar]) |     |     |     |     |     |     |